# Janet Opal Jeppson
Janet Opal Jeppson, née le 6 août 1926 à Ashland, en Pennsylvanie et morte le 25 février 2019, est une romancière américaine.

## Biographie
Elle commence à écrire des romans de science-fiction pour enfants (principalement) vers 1970 sous le nom de J O Jeppson. Elle épouse Isaac Asimov le 30 novembre 1973, et devient alors Janet Asimov. Le couple s'installe aux abords de Central Park (New York, USA). Ils vivent ensemble jusqu'au décès de son époux en 1992.
Ensemble, ils écrivent nouvelles et romans pour enfants, parmi lesquels les aventures de Norby, en 1983. Avec Janet, Isaac Asimov reprend le cycle de Fondation, avec Fondation foudroyée en 1982, Terre et Fondation en 1986, Prélude à Fondation en 1988, L'Aube de Fondation en 1991.

## Œuvres

### Les Chroniques de Norby
En collaboration avec Isaac Asimov
- Norby, le Robot fêlé (Norby, the Mixed-Up Robot, 1983) Première parution française : 1987, Paris : Librairie générale française, collection : Le Livre de poche. Série Club no 8401 ; traduit et adapté par Nicole et Bernard Mocquot. Réédition en 1990, éditions Hachette, collection Bibliothèque verte no 60 ; trad. et adapt. par Nicole et Bernard Mocquot, illustrations de Paul Gendrot
- Norby, l'autre Secret (Norby's Other Secret, 1984) Première parution française : 1990, Paris : éditions Hachette, coll. Bibliothèque verte no 61 ; trad. et adapt. par Nicole et Bernard Mocquot, ill. Paul Gendrot
- Norby et la Princesse disparue (Norby and the Lost Princess, 1985) Première parution française : 1991, éditions Hachette, coll. Bibliothèque verte no 62 ; trad. et adapt. par Paule Pagliano, ill. Paul Gendrot
- Norby et les Envahisseurs (Norby and the Invaders, 1985) Première parution française : 1991, éditions Hachette, coll. Bibliothèque verte no 63 ; trad. et adapt. par Paule Pagliano, ill. Paul Gendrot
- Norby et la Canaille (Norby Finds a Villain, 1987) Première parution française : 1991, éditions Hachette, coll. Bibliothèque verte no 64 ; trad. et adapt. par Paule Pagliano, il. Paul Gendrot
- Norby disjoncte (Norby down to Earth, 1988) Première parution française : 1991, éditions Hachette, coll. Bibliothèque verte no 65 ; trad. et adapt. par Paule Pagliano, ill. de Paul Gendrot
- Norby et la Dragonne (Norby and the Oldest Dragon, 1990) Première parution française : 1992, éditions Hachette, coll. Bibliothèque verte no 66 ; trad. et adapt. par Paule Pagliano, ill. Paul Gendrot
- Norby, Robot des steppes (Norby and Yobo's Great Adventure, 1989) Première parution française : 1992, éditions Hachette, coll. Bibliothèque verte no 67 ; traduit par Sandrine Verspieren, ill. Paul Gendrot
- Norby and the Queen's Necklace (1986) Inédit en France
- Norby and the Court Jester (1991) Inédit en France
- Norby and the Terrified Taxi (1997) Inédit en France

### Romans indépendants
- La Seconde Expérience (The Second Experiment, 1974) (pseud. J.O. Jeppson) Première parution française : 1976, Paris : Denoël, coll. « Présence du futur » no 217 ; traduit par Mimi Perrin
- The Last Immortal (1980) (suite du précédent - pseud. J.O. Jeppson)
- Mind Transfer (1988)
- The Package in Hyperspace (1988)
- Murder at the Galactic Writers' Society (1995)
- The House Where Isadora Danced (2009) (pseud. J.O. Jeppson)

### Anthologies et recueils
- The Mysterious Cure, and Other Stories of Pshrinks Anonymous (1985) (pseud. J.O. Jeppson)
- The Touch : Epidemic of the Millennium
- Laughing Space : Funny Science Fiction Chuckled Over (1982)

### Essais
- How to Enjoy Writing : A Book of Aid and Comfort (1987) avec Isaac Asimov
- Frontiers II (1993) avec Isaac Asimov
- It's Been a Good Life (2002)
- Notes for a Memoir : On Isaac Asimov, Life, and Writing (pseud. Janet Jeppson Asimov)